# 炎黄子孙

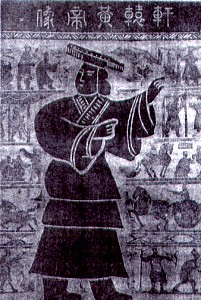
武氏祠黄帝浮雕

炎黄子孙，也称黄炎子孙，是中國傳統文化中的一個術語，意指追認炎帝與黃帝為先祖的族群。這個術語源於中國傳說中的炎帝和黃帝，被認為是中國人的始祖。炎帝和黃帝被視為中國文明的遠祖，象徵著中國人的血脈和傳統。這個詞彙在中國文學、歷史和文化中經常被引用，代表著中國人的身份和共同的歷史記憶。
黃帝、炎帝爲中国古代文獻記載的人物，儘管尚未有考古學證據，華夏民族的血緣先祖常被認為是黄帝和炎帝的後代。傳統中國帝王爲天下思想，所謂「蒞中國而撫四夷也」，後來，不論是虞夏商周的華夏部族，還是先秦夷蠻戎狄的“四夷”部族，都視黃帝為“高祖”，自稱為“黃炎之後”、“炎黃後裔”。
部份中國及日本皇朝的儀祀中亦有祀拜黄帝炎帝或炎黄合祀的記錄。
中國國民黨及中國共产党都曾以此做為汉族等中華民族的代称或另稱。。

## 炎帝黄帝與華夏文化
在中國古代文獻及傳說中，炎帝与黄帝都被视为始祖。炎帝與黃帝之後形成华夏族，在汉朝以后亦称为汉人，唐朝以后又称为唐人。
炎帝和黄帝也被認為是華夏文化、技术的始祖，传说他们以及他们的臣子、后代创造了上古几乎所有重要的发明。農業方面神农炎帝制作农具，並教導农耕技术。如醫療方面，黄帝擅长针灸，神农则擅长本草中医。名下的书籍有《針灸甲乙經》、《明堂針灸圖》、《黄帝内经》、《黃帝針灸蝦蟆忌》。草屨是黄帝之臣所做，即草鞋。
其中黃帝時代尤其被視爲華夏文化以及技術的源頭，如文献记载，“黄帝之前，未有衣裳屋宇，及黄帝造屋宇，制衣服，营殡葬，万民故免存亡之难。”黃帝時代的發明創作，再如，嫘祖發明種桑養蠶和抽絲，倉颉創造文字，黃帝發明輪車，伶伦创制音律，等等。考古學家还没有直接證據證明這些初創為炎帝、黃帝或相關人物的作品，但也不能證明這些不是他們的作品，而且也沒有具有說服力的否定理由。

## 歷史上以炎黄为祖的非漢族群
自古以來，許多非漢人族群也聲稱自己是黄帝子孙、炎黄子孙。

### 以黄帝为祖的非漢族群
辽朝大臣耶律俨《皇朝实录》称契丹为黄帝之后。
按《史記》記載，黃帝之後的的几位古帝王一直到夏商周帝王，都是黄帝的直系子孙。鮮卑为了确立统治中国漢地的正统，帝王家族也声称他们是黄帝的后裔。几乎所有的姓氏都将自己的远祖追溯到炎帝、黄帝或他们的臣子。而接受了华夏文化的蛮夷，如匈奴、鮮卑等等，也称自己是黄帝子孙、炎黄子孙。

### 以炎帝为祖的非漢族群
如《辽史·太祖纪赞》和《世表序》主张契丹为炎帝之后。近年在云南发现的契丹遗裔，保存有一部修于明代的《施甸长官司族谱》，卷首附一首七言诗，诗曰：“辽之先祖始炎帝……”。这些契丹人也自认为契丹是炎帝苗裔。然而苗族則是以蚩尤及炎帝為其神話祖先，和漢族以黃帝及炎帝為其神話祖先不同，可能和涿鹿之戰的黃帝及蚩尤的對戰神話相關。

## 炎黄國族建構
清末革命党人，即用“炎黄子孙、黄帝子孙”做口号取得汉人的支持。在清朝末年，炎黄为祖的觀念隨著中國民族主義的建構更加廣泛地流傳。特別是黃帝被称为中国人的祖先，有學者以文獻證據認爲是始於晚清知識分子的推動下，從中國遠古傳說的三皇與五帝中脫穎而出，被尊奉為汉民族乃至整个中華民族的祖先。
炎黄为祖的血緣說包含的族群範圍不一，激进的革命派认为“炎黄之裔，厥惟汉族”。而温和的改良派则认为“我国皆黄帝子孙”。為了政權及政治正當性，爲了全體中國人團結起來抵抗侵略瓜分中國的外敵列強，个别满洲贵族亦以黄帝子孙的象徵來破除滿漢的族群界限。
因此在晚清內政外交失利及漢人海外移民的擴張的背景下，“炎黄子孙”、“黄帝子孙”的概念，成为以祖先崇拜、中国传统宗法性宗教为基本文化的中国人构建民族凝聚力的符号。

## 辛亥革命之後
抗日战争时期，“炎黄子孙”的称谓同樣地用來做為为中华民族的政治共同體代稱。

### 中华人民共和国官方論述
由於炎黄子孙一詞從晚清以來對漢族有血緣論的論述凝聚力，在香港、澳門地區与海外华人中仍有其文化政治力量，因此中华人民共和国在海外华人及大陆之外地區（台湾、香港、澳門）的政治宣傳有利用的“炎黄子孙”做為宣傳元素。
然而在處理大陸境內的民族問題上，中华人民共和国政府注意到少数民族对‘炎黄子孙’的不同意见，而傾向以“中华民族”來取代“炎黄子孙”一詞的說法。
於1989年六四事件之後，由取代趙紫陽的新任中共中央總書記江澤民所發起並推行的愛國主義教育運動，則將炎黄二帝用為愛國主義的主要文化素材，修正原中國共產黨的共產主義意識形態。

### 中華民國論述
在2000年至2008年民進黨執政时期，中華民國總統陳水扁派內政部主持“中樞遙祭黃帝陵典禮”。中華民國總統馬英九在兩次總統就職演說以炎黃子孫來代稱中華民族。並在2009年、2012年、2013年三次以總統身份主持“中樞遙祭黃帝陵典禮”。中華民國前副總統連戰在多個場合都將大陸人、台灣人称為炎黃子孫。中國國民黨名譽主席吳伯雄多次強調臺灣人與大陸人的炎黃子孫屬性。。
行政院原住民族委員會主委孫大川於2012年在立法院直言自己作为台湾原住民不是所謂的「炎黃子孫」，蒙藏委員會蒙事處處長海中雄也表示他和蒙古民族英雄成吉思汗都不是「中國人」或「炎黃子孫」，而是「蒙古人」。
2024年4月，時任陸委會副主委兼發言人詹志宏表示，「炎黃子孫」只是中國古代的傳說，不必套在現在每一個身上，台灣社會多數人沒辦法理解與接受這個概念。